# Алесия Маркуци
Алèсия Маркуци (на италиански: Alessia Marcuzzi; * 11 ноември 1972 в Рим, Италия) е италианска телевизионна водеща, актриса, бизнес дама и бивш модел.

## Биография
Родена в Рим като единствено дете на Еудженио Маркуци и съпругата му Антониета. Като дете е смятана за „малък гений“: научава се да чете на 3 г., а на 16-годишна възраст завършва езиковата гимназия Suore di Neveers di Roma в града, където учи английски, френски и испански. По-късно посещава курс по дикция и актьорско майсторство в училище „Марио Рива“ в Рим.
През 1989 г. прави първите си стъпки в света на телевизията, като се появява на телевизионните екрани в няколко национални рекламни кампании.

### Дебют на големия екран
Алесия Маркуци започва телевизионната си кариера в телевизионния канал на Княжество Монако Telemontecarlo (TMC) с шоуто Attenti al retail („Внимавайте за търговията на дребно“) през 1991 г. В сезон 1991/1992 по същия канал участва в спортната програма „Тук се играе“ (Qui si Gioca) с Жозе Алтафини, в която, в ролята на асистентка на водещия, представя статистически данни за Италианското футболно първенство. От март 1992 г. участва и в програмата за тийнейджъри Amici mostri, а през сезон 1992/1993 води заедно с Умберто Смайла вариететната програма „Деветдесет и три“ (Novantatré).
През 1994 г. се появява по италианския държавен канал Rai 2 заедно с Джиджи Сабани в телевизионната игра Il grande Gioco dell'oca.

### Множество проекти
През 1994 г. дебютира и като актриса във филмите Chicken Park на Джери Кала (с камео) и в „Между нас двамата всичко свърши“ (Tra noi due tutto è finito) на Фурио Анджолела. През 1995 г. пристига в Mediaset като водеща на шоуто „Любов от пръв поглед“ (Colpo di fulmine), излъчвано в събота следобед по комерсиалния канал Italia 1. Програмата се радва на отличен отзвук от обществеността и следователно е включена от февруари 1996 г. в следобедната програма на Italia 1 през делничните дни, от понеделник до петък. Тя води шоуто два сезона до юни 1997 г. и то я утвърждава като новото успешно лице на Italia 1 – канал с предимно младежка аудитория, като по този начин ѝ позволява да участва в различни водещи програми на канала в следващите години.

### Години на Фестивалбар (1996 – 2002)
През 1996 г. Маркуци започва да води летния музикален фестивал Festivalbar, което прави до 2002 г.: през 1996 г. е заедно с Амадеус и Корона, през 1997 г. – с Амадеус, Симона Вентура и Елеонор Казаленьо, през 1998 г., 1999 г. и 2000 г. – с Фиорело, през 2001 г. – с Даниеле Босари и Наташа Стефаненко (на мястото на която през 2002 г. идва Мишел Хунцикер).
През 1997 г., заедно с Паоло Брозио Маркуци е водеща на клипшоуто 8 mm – Prime Time. През същата година води телевизионната програма Fuego! (още една следобедна програма на Italia 1), в което си сътрудничи с Франческа Фогар.
През 1998 г. се завръща в киното с „Моят уест“ (Il mio West) на Джовани Веронези, а през 1999 г. участва във „Всички мъже на идиота“ (Tutti gli uomini del deficiente) – комедия на Band of Gialappa's – известно комедийно трио, с което си сътрудничи в онези години.

### Текила & Бонети и Mai dire Gol
През 1999 г. Маркуци участва в телевизионния филм „Куче и полицай“ (Un cane e un poliziotto) по Italia 1. Той е в основата на телевизионния сериал „Текила и Бонети“ (Tequila & Bonetti), излъчен през 2000 г. по същия канал, в който тя участва заедно с Джак Скалия. В сезони 1998/1999 и 1999/2000, заедно с Елън Хидинг и Galappa's Band Маркуци води успешната комедийна програма „Никога не казвай „Гол““ (Mai dire gol).
Особен интерес представляват някои нейни календари, в които позира полугола, излезли в 1990-те и 2000-те години, публикувани в месечното списание Max през 1998 г. с продадени над 680 хил. копия и в седмичното списание Panorama през 2000 г. През 2004 г. тя позира за „ироничен календар“, публикуван в мъжкото списание Maxim заедно с целия състав на програмата Le Iene.

### Опит като дубльорка / Макему / Хиените
През 2000 г. дава гласа си на игуанодоната Нийра във филма на Дисни „Динозавър“ и през юни същата година записва с Паола Барале нулевия епизод на вариететната програма по Italia 1 „Макему“ (Macchemù), впоследствие заснета след лятната пауза в пълна поредица, водена само от Барале.
Друга важна телевизионна програма за кариерата на водеща на Маркуци е „Хиените“ (Le Iene), която води на мястото на Симона Вентура от 2001 г. В този период програмата, измислена от Давиде Паренти, минава от късните часове в праймтайм-а със заглавие Le Iene Show.

### Tелегато и други
В началото на 2000-те Маркуци води различни събития, излъчвани по телевизията, в допълнение към последните издания на Festivalbar по Italia 1. През 2002 и 2003 г. по комерсиалния канал Canale 5 води церемонията по връчване на наградата „телегато“ (Telegatto) за телевизионни и кино- актьори и режисьори, излъчена в праймтайма, и през същата година е водеща на „Гала на рекламата“ (Il gala della pubblicita) с Хайди Клум по същия канал. През октомври 2003 г. води по Canale 5 (заедно с Джери Скоти, Клаудио Бизио и Мишел Хунцикер) вариететното събитие The Smile Factory с цел популяризиране на едноименната благотворителна кампания, чрез която зрителите могат по различни начини да правят дарения.
Между 2004 и 2006 г. е главната героиня в сериала „Карабинери“ (Carabinieri) по Canale 5 от третия до петия сезон. През май 2007 г. участва във втория сезон на телевизионния сериал по Canale 5 „Съдия Мастранджело 2“ (Il Giudice Mastrangelo 2), а на 21 април 2009 г. участва в телевизионния филм „Любов на вещица“ (Un amore di strega) заедно с Пиетро Сермонти. През 2005 г. води заедно с актьорите Диего Абатантуоно и Масимо Болди „Шегите настрана“ (Scherzi a parte)- известна програма по Canale 5, в която се прави скрита камера на ВИП. Маркуци е на път да напусне младежкия канал Italia 1, за да се премести във флагмана Canale 5, където от 2006 г. вместо Барбара д'Урсо е новата водеща на Big Brother. Тя води и следващите издания на програмата с тримесечен формат в седмия (зима 2007 г.), осмия (зима 2008 г.) и деветия (зима 2009 г.) сезон.

### Big Brother (2009 – 2015)
В сезон 2009/2010 Маркуци води 10-ото издание на Big Brother в новия му 6-месечен формат (т.е. от октомври до март). През същата година участва в първия сезон на ситкома по Italia 1 „Така правят всички“ (Cosi fan tutti) заедно с Дебора Вила. През сезон 2010/2011 води 11-ото издание на Big Brother по Canale 5, отново с гореспоменатия шестмесечен формат. През сезон 2011/2012 е отново в главната роля заедно с Дебора Вила във втория сезон на ситкома по Italia 1 Cosi fan tutti и води 12-ото издание на Big Brother по Canale 5, което е и последното издание с 6-месечен формат.

### Extreme Makeover / Summer Festival / Fashion Style
През май 2012 г. записва първото издание на Extreme Makeover: Home Edition Italia - програма, която помага на семейства с икономически проблеми за обновяване на дома им: двата епизода се излъчват на 23 и 30 януари 2013 г. по Canale 5 с умерен рейтинг През лятото на 2013 г. записва второто издание от четири епизода, излъчени през юни 2014 г.
През юли 2013 г. води Summer Festival 2013 по Canale 5 заедно със Симоне Аникиарико и Анджело Байгини. От 11 ноември до 17 декември 2013 г. Маркуци е част от постоянното жури, заедно със Силвия Тофанин и журналиста Чезаре Кунача, на първото издание на шоуто за таланти Fashion Style, посветено на модата и водено от Киара Франчини по канал La 5 в праймтайма.
През 2014 г. води 13-ото издание на Big Brother, което се връща към оригиналния си тримесечен формат, този път обаче на друго място, с модифициран и актуализиран формат на игра с телевизионно взаимодействие на живо с различните социални мрежи. През юли 2014 г. води Summer Festival 2014 по Canale 5 и до нея застават Руди Дзерби и Анджело Байгини. През есента на 2014 г. е един от „ротационните водещи“ на 17-ото издание на комедийното шоу Zelig, излъчено по Canale 5, като получава добро признание от обществеността и критиците.

### Островът на известните (2015 – 2019)
През 2015 г. води по Canale 5 10-ото издание на „Островът на известните“ (L'isola dei famosi) – италианската версия на Survivor – риалити шоу за пръв път по каналите на Mediaset, подпомагана от коментаторите Алфонсо Синьорини и Мара Вениер, и от кореспондента в Хондурас Алвин. През юли 2015 г. за втори пореден път Маркуци, подпомагана от Руди Дзерби и Анджело Байгини, води Summer Festival 2015 по Canale 5. През есента на 2015 г. води 14-ото издание на Big Brother.
През 2016 г. води 11-ото издание на L'isola dei famosi, излъчвано в праймтайма по Canale 5: в сравнение с предишното издание програмата получава по-малко одобрение. През есента на същата година е сред дубльорите на анимационния филм „Щъркели“. От 30 януари 2017 г. води 12-ото издание на „Островът на известните“, а от 22 януари 2018 г., 13-ото, отново на Canale 5.

### Завръщането в „Хиените“ / Temptation Island (NIP-VIP) / „Приятели“ / напускане на Mediaset (2018 – 2021)
През есента на 2018 г., след 13 години, Маркуци се завръща, за да води „Хиените“ (Le Iene) по Italia 1.
От 24 януари до 1 април 2019 г. води 14-ото издание на „Островът на известните“ (L'isola dei famosi) През есента на 2019 г. се завръща като водеща на „Хиените“ по Italia 1 и е водеща на второто издание на Temptation Island VIP. След пет издания на риалити шоуто „Островът на известните“ Маркуци напуска като водеща за сметка на Илари Блази (стартирала през март 2021 г.).
През март и април 2020 г. участва като жури в последните три епизода на вечерната фаза на 19-ото издание на шоуто за таланти „Приятели“ (Amici), замествайки Лоредана Берте. През септември води 9-ото издание на Острова на изкушението (Temptation Island), оставяйки VIP изданието.
На 30 юни 2021 г. чрез официално съобщение за пресата обявява, че ще напусне компанията Mediaset след 25 години прекарани там.

### Минаване към RAI
На 28 юни 2022 г., по време на представянето на есенните програми на Rai, е обявено завръщането ѝ в държавната телевизия, тя ще бъде водеща на нова програма, наречена Boomerissima по Rai 2.

## Предприемаческа кариера
Marks & Angels (известен също като Marks & Angels или Marks and Angels) е първият бизнес проект на Алесия Маркуци, след като тя отваря своя моден блог LaPinella. Компанията Marks & Angels е основана през 2012 г. и се фокусира върху производството на ръчно изработени кожени чанти и аксесоари, изцяло произведени в Италия. Идеята на марката идва от случайна среща между Маркуци и Лаура Анджелили, и името на компанията е от комбинацията от двете фамилии: Маркуци – Анджелили. През 2015 г. компанията е изцяло поета от италианската водеща.
През 2017 г. Маркуци става посланик на Световната програма по прехраната Италия (WFP). За случая създава специално издание на чантата Mary с марката Marks & Angels, дарявайки приходите от продажбата на WFP.

## Личен живот
В периода 1998 – 2003/2004 г. (други посочват 2006 г.) Маркуци има връзка с футболиста Симоне Индзаги, от когото на 29 април 2001 г. ражда сина си Томазо. През 2003 г. тя започва връзка с бившия вратар на ФК Челси Карло Кудичини, продължила до 2008 г. В периода 2010 – 2012 г. е приятелка на певеца Франческо Факинети – син на Роби Факинети от Пух., от когото през 2011 г. ражда дъщеря Миа. Поддържа добри отношения с бащите на децата си, като през 2018 г. е кума на сватбата на Индзаги.
На 1 декември 2014 г. се омъжва за телевизионния продуцент Паоло Калабрези Маркони в английската провинция Котсуолд Хилс, недалеч от Лондон в рокля на италианския стилист Джамбатиста Вали.
Живее в къща в квартал Фламинио в Рим.

## Телевизионни програми
- Attenti al dettaglio (TMC, 1991)
- Qui si gioca (TMC, 1991 – 1992)
- Amici mostri (TMC, 1992)
- Novantatré (TMC, 1992 – 1993)
- Il grande gioco dell'oca (Rai 2, 1994)
- Colpo di fulmine (Italia 1, 1995 – 1997)
- 29 settembre – Radio Non Stop Live (Italia 1, 1995)
- Festivalbar (Italia 1, 1996 – 2002)
- 8 mm – Prime Time (Italia 1, 1997 – 1998)
- Fuego! (Italia 1, 1997 – 1998)
- Mai dire Gol (Italia 1, 1997 – 2000)
- DopoFestival – Sanremo Notte (Rai 1, 2000)
- Macchemù (Italia 1, 2000)
- Le iene (Italia 1, 2001 – 2005, 2018 – 2021)
- Gran Premio Internazionale dello Spettacolo (Canale 5, 2002 – 2003)
- Il galà della pubblicità (Canale 5, 2003)
- La fabbrica del sorriso (Canale 5, 2003)
- Mai dire Iene (Italia 1, 2004)
- Scherzi a parte (Canale 5, 2005)
- Grande Fratello (Canale 5, 2006 – 2015)
- Extreme Makeover: Home Edition Italia (Canale 5, 2013 – 2014)
- Fashion Style (La 5, 2013) жури
- Summer Festival (Canale 5, 2013 – 2017)
- Zelig (Canale 5, 2014) 10-и епизод
- L'isola dei famosi (Canale 5, 2015 – 2019)
- Temptation Island VIP (Canale 5, 2019)
- Amici di Maria De Filippi (Canale 5, 2020) жури
- Temptation Island (Canale 5, 2020)

## Филмография

### Кино
- Chicken Park, режисьор Джери Калà (1994)
- Tra noi due tutto è finito, режисьор Фурио Анджойела (1994)
- Il mio West, режисьор Джовани Веронези (1998)
- Tutti gli uomini del deficiente, режисьор Паоло Костела (1999)

### Телевизия
- Un cane e un poliziotto, режисьор Маурицио дел'Орсо (1999)
- Tequila & Bonetti, режисьор Бруно Напи (2000)
- Carabinieri, режисьор Рафаеле Мертес и Серджо Мартино (2004 – 2006)
- Il giudice Mastrangelo 2, режисьор Енрико Олдоини (2007)
- Camera Café, различни режисьори (2007)
- Un amore di strega, режисьор Анджело Лонгони (2009)
- Così fan tutte, режисьор Джанлука Фумагали (2009 – 2012)

### Дублаж
- Нийра в „Динозавър“ (2000)
- Тюлип в „Щъркели“ (2016)

## Награди и признания
- Награда „Телевизионна режисура“ (Premio Regia Televisiva)
  - 2000 – Най-добро телевизионно лице (жени) на годината
  - 2003 – Top 10 за Le Iene
- Награда „Телегато“ (Telegatto)
  - 2001 – Най-добро музикално предаване за Festivalbar 2000
  - 2003 – Най-добро телевизионно събитие за Gran Premio Internazionale dello Spettacolo
- Награда „Фаяно“ (Premio Flaiano)
  - 2002 – Кандидатура за най-добра телевизионна водеща

## Рекламни кампании
- Nintendo Italia (1992)
- Omnitel (1997)
- Pompea (2002)
- Activia Italia (2003 – 2014)
- Vodafone (2006, 2012 – 2013, 2015)
- Escape (2014)
- Comete Gioielli (2018)
- Marks and Angels (2018)
- TheFork (2019)
- Pasta Felicia (2021)